# Crégols
Crégols település Franciaországban, Lot megyében. Lakosainak száma 82 fő (2022. január 1.). Crégols Cénevières, Concots, Lugagnac, Saint-Cirq-Lapopie és Tour-de-Faure községekkel határos.

## Népesség
A település népességének változása:
| Lakosok száma | 98   | 65   | 66   | 82   | 80   | 82   | 76   | 73   | 72   | 82   |
|               | 1968 | 1982 | 1990 | 2006 | 2013 | 2015 | 2017 | 2019 | 2020 | 2022 |